# Kapushon
Kapushon (bürgerlich Marin Crețu, * 12. September 1981 in Tigheci, Sowjetunion) ist ein moldauischer Rapper, Songwriter und Musikproduzent.

## Leben und musikalische Karriere
Crețu lernte das Saxophonspielen an der Musikschule in Leova und trat 1999 erstmals bei einer städtischen Veranstaltung auf. Nach seinem Schulabschluss studierte drei Jahre Informatik an der Universität Cluj, machte aber schließlich seinen Abschluss an der Technischen Universität Moldau. Sein erstes offizielle Album „Neserios“ veröffentlichte er 2003 zusammen mit Sica und Guz. Zwischen 2008 und 2013 lebte er in Moskau, entschied sich aber dennoch nach Chișinău zurückzukehren und sich ganz der Musik zu widmen. Das erste Soloalbum „Pe cuvânt“ kam 2011 heraus. Zwei weitere Alben folgten, „Frumos-Frumos“ (2013) und „Doina“ (2017). Im Laufe der Jahre arbeitete er mit einigen moldauischen Künstlern zusammen, darunter Pavel Stratan. Crețu wirkt als Songwriter, Musikproduzent und ist Eigentümer des Studios Mareshow.